# Jump (песня Мадонны)
«Jump» (с англ. — «Прыжок») — четвёртый сингл американской певицы Мадонны из её десятого студийного альбома Confessions on a Dance Floor, который был выпущен 31 октября 2006 на лейбле Warner Brothers. Сингл достиг первого места в чартах Венгрии и Италии, а также вошёл в «пятёрку лучших» чартов Финляндии, Испании и Дании.

## История создания
Идея песни пришла Джо Генри, который представил её Мадонне и превратил в песню. Песня написана в стиле синти-поп 80-х годов с элементами техно. На одном из музыкальных порталов появилась информация о том, что сингл — это вариация на сингл «West End Girls» группы «Pet Shop Boys», который был выпущен в 1985 году. В тексте песне прослеживается призыв к действию: «Готов ли ты к прыжку? Да, я готова к прыжку! Никогда не смотри назад!» (англ. Are you ready to jump? Yes, I’m ready to jump! Don’t ever look back!). Также текст песни схож с текстом песни Мадонны «Keep It Together» (рус. "Держитесь вместе") из её альбома 89-го года Like a Prayer. Но различия в тексте всё-таки есть, если в «Keep It Together» Мадонна затрагивает семейные темы, то в «Jump» она повествует о поисках новой любви. Во время интервью с певицей для британского журнала Attitude журналист Мэттью Тодд описал «Jump» как вдохновение для «целого поколения молодых гомосексуалов, которые собрали свои вещи и отправились в большой город», с чем Мадонна согласилась.
Изначально «Jump» планировали выпустить третьим синглом с альбома, но вместо неё выбрали песню «Get Together», а вместе с этим началось седьмое мировое турне «Confessions Tour». По этой причине выпуск сингла был отложен на 4 месяца. «Get Together» считается третьим синглом по продажам с альбома «Confessions on a Dance Floor». Его тираж составляет 20 тыс. экземпляров, когда тираж «Jump» — только 9 тыс. экземпляров. 12 июля 2006 стало известно что «Jump» станет четвёртым синглом.

## Критика
Многие критики сравнивали текст песни с текстом «Keep It Together», а мелодию с мелодией из «Ray of Light». Джон Парелес из газеты The New York Times в своём обзоре Confessions On A Dance Floor написал, что «Jump» прекрасный пример сочетания хорошей музыки и призыва к оптимизму. Мэтт Закосек написал: «С мелодиями из „Jump“ и „Push“, Мадонна возвращается к себе самой, конца 90-х годов, а тексты настраивают на нужный лад». Билл Ламб из About.com назвал песню лучшей из альбома. Ясон Шевоун на своём веб-сайте написал, что видит схожесть песен «Jump» и «Push» с песнями конца 70-х Донны Саммер и Джорджо Мородера.

## Коммерческий приём
Warner Bros. Records решили сначала продвигать песню на радиостанциях формата adult contemporary, а уже позже нацелить её на формат contemporary hit radio. Но песня не стала большим хитом, а достигла только 21-й позиции и с 27 января 2007 года была убрана из ротации. Также трек прозвучал в фильме «Дьявол носит Prada».
После того как сингл был выпущен на iTunes, песня попала в чарт Bubbling Under Hot 100 Singles, а чуть позже взобралась на 53-е место в чарте Billboard Hot 100. «Jump» — двадцать третья композиция Мадонны, которая заняла первое место в чарте Hot Dance Club Play. Трек выбыл из чарта 18 ноября 2006. Также это седьмой сингл, который занял первое место в Hot 100 Singles Sales. Было куплено 31 тыс. цифровых и 9 тыс. CD-синглов. Трек стал четвёртым синглом певицы, который занял первое место в Hot Dance Airplay. В Британии песня стартовала на 59-м месте, а через неделю поднялась до 9-го места в национальном чарте, став четвёртой песней с Confessions on a Dance Floor, которая достигла такого результата. В Австралии сингл дебютировал на 29-м месте. В Италии «Jump» находился в «десятке лучших» на протяжении 13-ти недель.

## Музыкальное видео
Заканчивая свое мировое турне Confessions Tour в Японии, Мадонна осталась в Токио, где и проходили съёмки клипа. Стилист Мадонны — Энди Ле Компте порекомендовал сделать платиново-белый парик. В нём певица ходила 2 дня. Видео снято в сотрудничестве с артистом паркура — Себастьяном Фуко, который широко известен в Токио. По сценарию Мадонна танцует на виде Токио, а Себастьян показывает трюки паркура. В финальной части Мадонна делает сальто.

## Список композиций

### CD сингл Европа и СК
1. Jump (Альбомная версия) — 3:59
2. Jump (Extended Album Version) — 5:09

### CD сингл Соединённое Королевство
1. «Jump» (Radio Edit)
2. «Jump» (Junior Sanchez`s Misshapess Mix)
3. «History» (B-Side)

### Виниловая пластинка 2x12" США и Европа
1. «Jump» (Jacques Lu Cont Mix) — 7:47
2. «Jump» (Album Version) — 3:59
3. «Jump» (Extended Album Version) — 5:09
4. «Jump» (Axwell Remix) — 6:38
5. «Jump» (Junior Sanchez’s-Misshapes Mix) — 6:49
6. «History» — 5:54
7. «Jump» (Radio Edit) — 3:22

### Макси — CD США и Канада
1. «Jump» (Radio Edit) — 3:22
2. «Jump» (Jacques Lu Cont Mix) — 7:47
3. «Jump» (Axwell Remix) — 6:38
4. «Jump» (Junior Sanchez’s-Misshapes Mix) — 6:49
5. «Jump» (Extended Album Version) — 5:09
6. «History» — 5:55*

### Виниловая пластинка 12" СК
1. «Jump» (Jacques Lu Cont Mix) — 7:47
2. «Jump» (Extended Album Version) — 5:09
3. «History» — 5:54

### Промосингл Япония
1. «Jump» (Live Version) — 4:48

## Участники записи
- Вокал — Мадонны
- Авторы — Мадонна, Джо Генри, Стюарт Прайс
- Продюсер — Мадонна, Стюарт Прайс
- Сводился — Стюартом Прайсом на Shirland Rood
- Ассистент — Алекс Дромгод
- Аудио — миксинг — Марк «Spike» Стенд
- Мастер-диск — Брайн «Big Boss» Гарднер

## Чарты
| Чарт (2006–2007)                       | Высшая позиция |
| -------------------------------------- | -------------- |
| Австралия (ARIA)                       | 29             |
| Австрия (Ö3 Austria Top 40)            | 20             |
| Бельгия/Фландрия (Ultratop 50)         | 18             |
| Бельгия/Валлония (Ultratop 50)         | 27             |
| Канада (Billboard CHR/Top 40)          | 39             |
| Канада (Billboard Hot AC)              | 49             |
| Чехия (Rádio — Top 100)                | 20             |
| Дания (Tracklisten)                    | 7              |
| Европа (European Hot 100 Singles)      | 19             |
| Финляндия (Suomen virallinen lista)    | 2              |
| Германия (GfK)                         | 23             |
| Греция (IFPI)                          | 7              |
| Венгрия (Rádiós Top 40)                | 1              |
| Ирландия (IRMA)                        | 19             |
| Италия (FIMI)                          | 1              |
| Нидерланды (Dutch Top 40)              | 5              |
| Нидерланды (Single Top 100)            | 6              |
| Словакия (Rádio — Top 100)             | 2              |
| Испания (PROMUSICAE)                   | 3              |
| Швеция (Sverigetopplistan)             | 40             |
| Швейцария (Schweizer Hitparade)        | 21             |
| Великобритания (OCC UK Singles)        | 9              |
| Великобритания (OCC UK Dance)          | 1              |
| США (Billboard Bubbling Under Hot 100) | 5              |
| США (Billboard Adult Contemporary)     | 21             |
| США (Billboard Dance Club Songs)       | 1              |
| США (Billboard Dance/Mix Show Airplay) | 1              |